# Croatian Band Aid
Hrvatski Band Aid, auch englisch Croatian Band Aid, ist ein Supergroup-Projekt von kroatischen Musikern. Das ursprüngliche Ziel dieser Band war es während des Kroatienkrieges (1991–1995) materielle Hilfe für die Flüchtlinge, die Verteidigung und den Neuaufbau Kroatiens zu sammeln. Hierfür traten die Musiker an der Kriegsfront auf und organisierten humanitäre Konzert für die Verletzten und Vertriebenen. Des Weiteren treten viele Musiker auch außerhalb Kroatiens auf.
Das erste und bekannteste Lied der Band, ist das 1991 produzierte Moja domovina (Meine Heimat). Der kroatische Rundfunk HRT spielte das patriotische Lied von 1991 bis 2000 täglich zu Sendebeginn und -schluss, unmittelbar vor der kroatischen Nationalhymne Lijepa naša.

## Mitglieder
Folgende Künstler sind von Beginn an diesem Projekt beteiligt und sangen das Lied Moja Domovina:
Duje Aliburić - Ivo Amulić - Boris Babarović - Tadija Bajić Tedi - Marijana Bajzec - Marijan Ban - Đurđica Barlović Miličević - Tomislav Bašnec - Neno Belan - Krešimir Blažević - Ivica Bobinac  - Mladen Bodalec - Fedor Boić - Davor Borno - Zrinka Božičević - Vedran Božić - Tomislav Brajša  - Marko Brešković - Werner Brozović - Dalibor Brun - Luciano Capurso - Carmen Lili Dokuzović - Aleksandar Cenov Sandi - Meri Cetinić - Mirko Cetinski - Toni Cetinski - Marinko Colnago - Paola Crljenko - Stevo Cvikić - Đuka Čaić - Arsen Dedić - Drago Diklić - Ljupka Dimitrovska - Jadran Dogan - Adonis Dokuzović - Sanja Doležal - Darko Domijan - Siniša Doronjga - Silvestar Dragoje Šomi - Oliver Dragojević - Doris Dragović - Dino Dvornik - Rajko Dujmić - Ivo Mrvelj Fabijan - Alaga Gagić - Senad Galijašević Senna M. - Toni Glovatzky – Davor Gobac - Mladen Grdović - Gordan Grnović - Husein Hasanefendić Hus - Hrvoje Hegedušić - Milo Hrnić - Tonči Huljić - Josip Ivanković - Vedran Ivčić -Vesna Ivić - Matko Jelavić - Josip Jordanović - Mladen Jurčić - Đelo Jusić sr. - Đelo Jusić jr. - Aleksandra Kalafatović - Vlado Kalember - Maruška Kalogjera - Nikica Kalogjera - Stipica Kalogjera - Davorka Ručević Kasandra - Tereza Kesovija - Krešimir Klemenčić - Branko Knežević - Vladimir Kočiš Zec - Emilija Kokić - Zorica Kondža Banov - Mate Mišo Kovač - Zdenka Kovačiček - Mladen Kos - Ivica Krajač - Sandra Kulier - Ismet Kurtović - Mladen Kvesić - Damir Lipošek - Josipa Lisac - Robert Lovrić - Ivanka Luetić - Miro Lukačić - Robert Mareković - Danijela Martinović - Stanko Matejaš - Tatjana Matejaš Tajči - Eduard Matešić - Jakša Matošić Navigator - Karlo Metikoš Matt Collins - Stjepan Mihaljinec - Gordana Mihovil - Marijan Miše - Dragutin Mlinarec - Ljiljana Nikolovska - Gabi Novak - Sanja Novinc - Boris Novković - Jurica Pađen - Ljerka Palatinuš - Pero Panjković - Ivo Pattiera - Sergio Pavat - Davor Pekota - Rikardo Perković - Peco Petej - Slavko Pintarić - Elio Pisak - Branko Požgajec - Miljenko Prohaska - Nano Prša - Mladen Puljiz - Simo Radosavljević - Aki Rahimovski - Davorin Riger - Ivo Robić - Davor Rodik - Pero Rogan - Paolo Sfeci - Krunoslav Slabinac Kićo - Miroslav Stanić Jimmy - Jasmin Stavros - Zlatan Stipišić Gibonni - Jurislav Stublić Jura - Stanko Šarić - Ivica Šerfezi - Zdravko Škender - Zvonko Špišić - Davor Tolja - Marina Tomašević - Sanja Trumbić - Zrinko Tutić - Miro Ungar - Nenad Vetma - Elvira Voća - Severina Vučković - Zdenka Vučković - Danijela Vuletić - Dražen Zečić - Zvonka Zidarić - Jasna Zlokić - Zvonimir Zrilić - Anica Zubović - Dražen Žanko - Maja Županović
In den darauffolgenden Jahren schlossen sich weitere Künstler diesem Projekt an. Zu den bekanntesten gehören:
Marko Perković - Massimo - Ivana Kindl - Ivana Banfić - Giuliano - Goran Karan - Saša Jakelić - Hari Rončević - Žanamari Lalić

## Diskographie
1. 1991: Moja Domovina (Meine Heimat). Für die Flüchtlinge des Kroatienkrieges, Unterstützung zur Verteidigung und Wiederaufbau Kroatiens.
2. Kad bi svi (Würden alle). Lied für das Kinderheim Nazorov.
3. Zauvijek s nama u snu (Für immer mit uns im Traum). Lied für das Krankenhaus in Vukovar.
4. Još ima dobrih ljudi (Es gibt noch gute Menschen). Erneut für das Kinderheim Nazorov.
5. 2004: Samo se srcem dobro vidi (Nur mit dem Herzen sieht man das gute). Lied für Blinde und stark sehbehinderte Menschen.
6. 2006: Želim život (Ich will Leben). Lied für die Ana-Rukavina-Stiftung, zugunsten von an Leukämie erkrankten Menschen.
7. 2007: Gdje si prijatelju (Freund, wo bist du). Hilfe zur Beschäftigung von Menschen mit Invalidität.